# 川人千慧
川人 千慧（かわひと ちあき、1985年12月27日 - ）は、徳島県出身の作曲家・脚本家・小説家。

## 人物
2004年徳島県立徳島北高等学校卒業。2010年京都大学法学部卒業。主として自主制作映画の音楽・脚本で活動。現在は東京を本拠地としている。

## 作品

### 映画
- 『星を継ぐ者 / Inherit The Stars』（2015年）- 音楽（畑裕也と共同）
- 『幻獣ハンター神楽岡ヒミ子vs地獄の青竜軍団』（2015年、短編）- 音楽（畑裕也と共同）
- 『それで世界は救われなくても / Till the End of the World』（2016年、短編）- 音楽（畑裕也と共同）・脚本・原作・美術
- 『ミズノの帰還』（2016年、短編）- 音楽（畑裕也と共同）・脚本[1]
- 『冷たい床 / Cold Feet』（2017年、短編）- 脚本
- 『The Student（「The Wheel」内の一編）』（2017年、短編） - 監督・音楽
- 『泥マンのドラマ』（2019年）- 音楽
- 『エイリアンの恋 / ALIEN'S LOVE』（2019年）- 音楽
- 『ぞめきのくに』（2019年）- 音楽・脚本[2]
- 『鼓動の夏』（2020年、短編）- 音楽・脚本・製作

### その他
- 『Seeing Differently』（2019年、マナー啓発動画） - 音楽[3]